# Макон
Мако́н (фр. Mâcon) — город-коммуна во Франции, столица (префектура) департамента Сона и Луара региона Бургундия — Франш-Конте. Вокруг города расположен одноимённый округ.

## География
Макон располагается на западном берегу реки Сона, между Брессом и горами Божоле на западе. Макон — самый южный город региона Бургундия. Он находится в 65 километрах к северу от Лиона и 400 километрах к юго-востоку от Парижа.

## История
Город развился из кельтского города-порта эдуев, существовавшего в начале I века до н. э. Позже он был известен под именем Матиско (фр. Matisco), быстро развиваясь в течение первых двух веков нашей эры. В течение IV века в городе были возведены укрепления.
Позже в Маконе появилась епископская кафедра. Лионский архиепископ Гуго в XI веке называл Макон «старшей дочерью церкви Лиона». Наиболее вероятно, что епископство было образовано после завоевания Бургундии Меровингами. Первым достоверно известным епископом Макона был Святой Плацидий, упоминаемый в 538—555 годах. В 585 году здесь был проведён общефранкский церковный собор. Епископство существовало до Французской революции, когда оно было объединено с епископством Отён.
В IX веке Макон стал центром одноимённого графства, правители которого со второй четверти X века признавали сюзеренитет герцогов Бургундии. Оно просуществовало до 1239 года, когда графиня Алиса де Макон продала его королю Франции.
В 1814 году город был захвачен австрийской армией, затем два раза освобождался французскими войсками. После возвращения Наполеона город опять был занят австрийцами. Во время Второй мировой войны Макон был самым северным (и, соответственно, близким к Парижу) городом «свободной зоны».

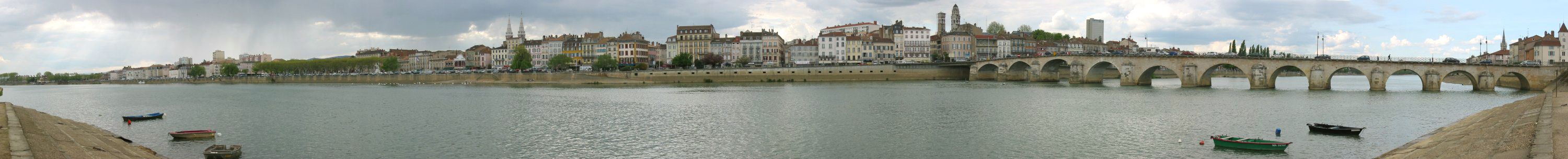
Сона в Маконе. Справа — средневековый мост Святого Лаврентия.